# Sheng Xuanhuai
Sheng Xuanhuai (ur. 4 listopada 1844 w Wujin w prow. Jiangsu, zm. 27 kwietnia 1916 w Szanghaju) – chiński polityk i przedsiębiorca schyłkowego okresu Qing.
W młodości trzykrotnie bezskutecznie podchodził do egzaminów urzędniczych, w końcu otworzył sobie drogę do kariery zostając jednym z protegowanych Li Hongzhanga. Był jednym z najbardziej aktywnych zwolenników industrializacji i modernizacji Chin. Z jego inicjatywy powstały m.in. pierwsza chińska fabryka produktów wełnianych w Szanghaju, liczne kopalnie oraz sieć linii kolejowych i połączeń telegraficznych. Powołał do życia także pierwszy nowoczesny bank komercyjny w Chinach (1897) oraz dwie działające według wzorców zachodnich uczelnie wyższe, w Tiencinie i Szanghaju. Podczas powstania bokserów znalazł się w obozie jego przeciwników, aktywnie tłumiących ruch powstańczy na południu Chin.
W 1911 roku wszedł do rządu, obejmując posadę ministra poczty i komunikacji. Jego projekt znacjonalizowania linii kolejowych wywołał gwałtowny opór społeczny i stał się bezpośrednią przyczyną rewolucji Xinhai, która doprowadziła do upadku monarchii. Po obaleniu cesarstwa zbiegł do Japonii, powrócił do Chin w 1913 roku.